# Taluba
Taluba – wieś w Polsce położona w województwie mazowieckim, w powiecie garwolińskim, w gminie Garwolin.
| SIMC    | Nazwa          | Rodzaj    |
| ------- | -------------- | --------- |
| 0671332 | Feliksin       | część wsi |
| 0671349 | Nowa Dąbrówka  | część wsi |
| 0671355 | Olszyna        | część wsi |
| 0671361 | Taluba-Kolonia | część wsi |

Wieś szlachecka  położona była w drugiej połowie XVI wieku w powiecie garwolińskim  ziemi czerskiej województwa mazowieckiego. W latach 1975–1998 miejscowość administracyjnie należała do województwa siedleckiego.
Wierni kościoła rzymskokatolickiego należą do parafii Matki Bożej Szkaplerznej w Górkach.